# Smittia scutellosetosa
Smittia scutellosetosa är en tvåvingeart som beskrevs av Caspers 1988. Smittia scutellosetosa ingår i släktet Smittia och familjen fjädermyggor. Arten har ej påträffats i Sverige. Inga underarter finns listade i Catalogue of Life.